# Filippi

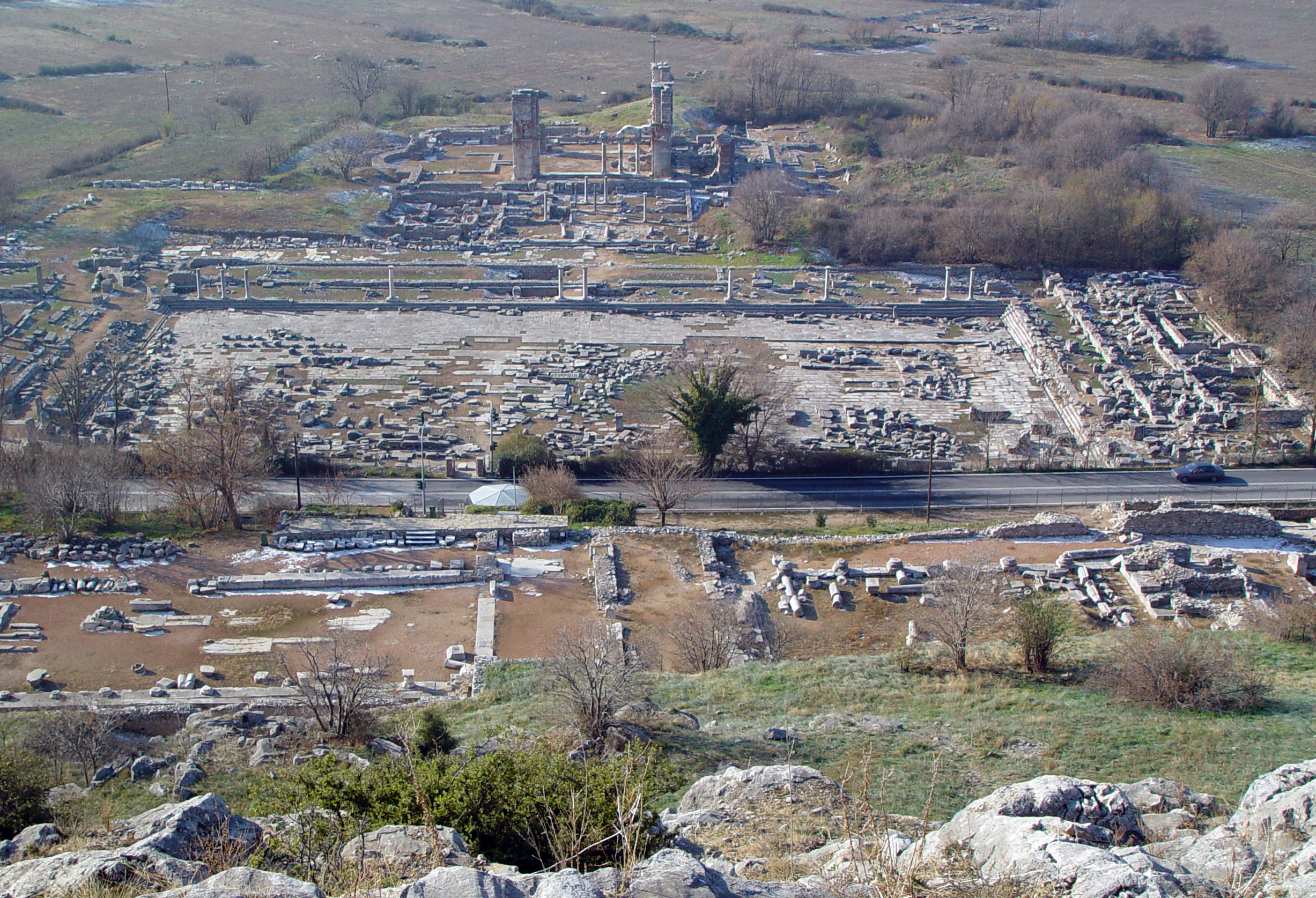
centrum av Filippi

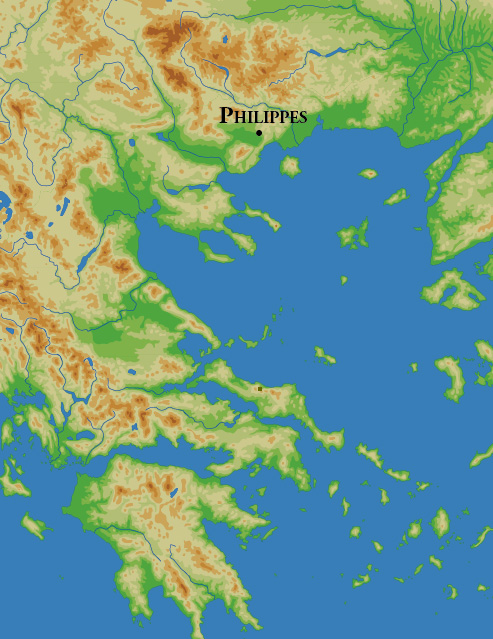
läge vid Egeiska havet

Filippi eller Filippoi (grekiska Φίλιπποι) var en antik stad i Thrakien i norra Grekland, grundad av Filip II år 356 f.Kr. Staden var viktig på grund av de närbelägna guldverken i berget Pangaios, och historiskt ryktbar genom Marcus Antonius seger över Marcus Junius Brutus och Gaius Cassius Longinus i oktober år 42 f.Kr.
Aposteln Paulus upprättade i staden år 53 e.Kr. en av de äldsta kristna församlingarna, till vilken även ett av hans brev är ställt. Filippi var ännu mot slutet av medeltiden en blomstrande stad, tills den förstördes av osmanska riket och övergavs på 1300-talet.